# ピアノ曲
ピアノ曲（ピアノきょく）は、ピアノで演奏するために作られた曲をいう。
優れたピアノ曲を多数残しているクラシック音楽の作曲家としては、モーツァルト、ベートーヴェン、シューベルト、メンデルスゾーン、ショパン、シューマン、リスト、ブラームス、フォーレ、ドビュッシー、チャイコフスキー、ラフマニノフ、スクリャービンなどが挙げられる。

## 主な作曲家と作品
ソナタについては、ピアノソナタの項を参照。
特に広く知られた作品を作曲家の生年順に並べてある。なお、独奏曲以外の作品も含む。
- 1756年 モーツァルト - きらきら星変奏曲、幻想曲ハ短調
- 1770年 ベートーヴェン - エリーゼのために、6つのバガテル、エコセーズ
- 1797年 シューベルト - 楽興の時、即興曲D899とD935
- 1806年 ブルグミュラー - 25の練習曲（「貴婦人の乗馬」など）
- 1809年 メンデルスゾーン - 無言歌（「春の声」など）、厳格な変奏曲
- 1810年 シューマン - 謝肉祭、クライスレリアーナ、幻想曲、子供の情景（「トロイメライ」など）、森の情景（「予言の鳥」など）
- 1810年 ショパン - 小犬のワルツ、英雄ポロネーズ、幻想ポロネーズ、幻想即興曲、24の前奏曲（「雨だれ」など）、練習曲（「別れの曲」、「革命のエチュード」など）
- 1811年 リスト - パガニーニによる大練習曲（「ラ・カンパネッラ」など）、愛の夢、超絶技巧練習曲（マゼッパなど）、ハンガリー狂詩曲、3つの演奏会用練習曲（「ため息」など）、巡礼の年（「ダンテを読んで」「エステ荘の噴水」など）、コンソレーション、メフィスト・ワルツ
- 1813年 アルカン - 鉄道、長調による12の練習曲、短調による12の練習曲
- 1830年 ランゲ - 花の歌
- 1833年 ブラームス - ハンガリー舞曲、2つのラプソディー
- 1837年 バラキレフ - イスラメイ
- 1838年 バダジェフスカ - 乙女の祈り
- 1839年 ムソルグスキー - 展覧会の絵
- 1841年 ドヴォルザーク - スラヴ舞曲、ユーモレスク
- 1843年 グリーグ - 抒情小曲集
- 1843年 フォーレ - 夜想曲など
- 1860年 アルベニス - イベリア
- 1862年 ドビュッシー - ベルガマスク組曲（「月の光」など）、喜びの島、アラベスク、子供の領分、前奏曲集、映像、練習曲
- 1866年 サティ - ジムノペディ、グノシエンヌ、神秘的なページ（ヴェクサシオンなど）、ジュ・トゥ・ヴー
- 1872年 スクリャービン - 練習曲、幻想曲、左手のための夜想曲、焔に向かって
- 1873年 ラフマニノフ - 前奏曲、音の絵、楽興の時、ピアノ協奏曲第1番・第2番・第3番
- 1875年 ラヴェル - 水の戯れ、クープランの墓、マ・メール・ロワ、亡き王女のためのパヴァーヌ、高雅で感傷的なワルツ、古風なメヌエット、夜のガスパール、鏡、ハイドンの名によるメヌエット
- 1881年 バルトーク - ルーマニア民俗舞曲、ミクロコスモス、アレグロ・バルバロ
- 1881年 ストラヴィンスキー - ペトルーシュカからの3楽章
- 1882年 シマノフスキ - マズルカ
- 1891年 プロコフィエフ - トッカータ
- 1897年 タンスマン - マズルカ集、ピアノ協奏曲第2番など
- 1898年 ガーシュウィン - 3つの前奏曲
- 1906年 メシアン - 音価と強度のモード、鳥のカタログ、幼子イエスに注ぐ20の眼差し
- 1912年 ケージ - 4分33秒
- 1923年 リゲティ - 練習曲
- 1928年 シュトックハウゼン - ピアノ曲I - XI
- 1930年 武満徹 - 閉じた眼

### ピアノ以前の鍵盤楽器の楽曲
ピアノが普及する18世紀後半以前にチェンバロやクラヴィコードのために作曲された作品も現在「ピアノ曲」として知られている例がある。
- 1668年 F.クープラン - 修道女モニカ
- 1683年 ラモー - 鳥のさえずり、タンブーラン
- 1685年 J.S.バッハ - 平均律クラヴィーア曲集、インヴェンションとシンフォニア
- 1685年 ヘンデル - 愉快な鍛冶屋
- 1685年 スカルラッティ - 多数のソナタ
- 1694年 ダカン - かっこう

## 片手のためのピアノ曲
片手のためのピアノ曲とは、右手もしくは左手だけで演奏する曲である。片手の強化や、片手が使えない人のために書かれたもので、音域、演奏効果などの問題から左手用のものが圧倒的に多い。
片手のピアノ曲は、カール・フィリップ・エマヌエル・バッハなどが練習曲として書き始めた。19世紀に入ると、練習曲と共にピアニスティックな演奏会用作品が見られるようになる。20世紀に入ると、第一次世界大戦で右腕を失ったパウル・ヴィトゲンシュタインの委嘱により多くの独奏曲や協奏曲が作られた。近年では、脳溢血により右半身に麻痺が残った舘野泉が間宮芳生などに作品を委嘱し、初演している。

### 代表的な片手用のピアノ曲
- ブラームス：左手のためのシャコンヌ（J.S.バッハの無伴奏ヴァイオリン・パルティータ ニ短調BWV1004より） - 右手を痛めたクララ・シューマンのために編曲、献呈。
- スクリャービン：左手のための前奏曲と夜想曲 作品9 - 作曲者が右手を痛めたときに作曲。
- ヴィトゲンシュタイン：自身も練習曲や編曲（バッハからワーグナーまで）を残している。
- ラヴェル：左手のためのピアノ協奏曲
- ゴドフスキー：左手のための多数の単独作品、「ショパンによる53の練習曲」の数曲。

他多数。

## 3手用以上の奇数手のピアノ曲
4手連弾用や6手用、8手用などがポピュラーであろうが、カーゲルのDer Eid des Hippokrates（1984年）やブソッティの Per Tre sul Piano（1959年）、フェルドマンの Piano for Three Hands（1957年）などは3手用、この他ラヴェルの Frontispice pour piano など5手用のピアノ曲がある。

## 日本人作曲のピアノ曲
- 1900年 瀧廉太郎 - メヌエット
- 1903年 瀧廉太郎 - 憾
- 1903年 山田耕筰 - New Year‘s Eve
- 1905年 沢田柳吉 - 元旦ポルカ
- 1907年 山田耕筰 - ガヴォット
- 1908年 山田耕筰 - 憧憬の歌
- 1909年 本居長世 - 数え歌変奏曲、君が代変奏曲
- 1909年 山田耕筰 - 感謝の祈、婚礼の儀
- 1910年 山田耕筰 - シャコンヌ、メヌエット、変奏曲ト短調
- 1911年 山田耕筰 - ソナタ・ホ長調、ソナタ・ト長調、エチュード、ソナチネ
- 1912年 山田耕筰 - 変奏曲ハ長調
- 1913年 山田耕筰 - 日本組曲
- 1914年 藤井清水 - 変奏曲
- 1914年 山田耕筰 - 夜の歌、舞踊詩 彼と彼女
- 1915年 呉泰次郎 - ピアノ・ソナタ第1番
- 1915年 山田耕筰 - 若きケンタウル
- 1916年 宮原禎次 - ピアノ・ソナタ第1番
- 1916年 山田耕筰 - 舞踊詩 青い焔
- 1917年 山田耕筰 - スクリアビンに捧ぐる曲、源氏楽帖
- 1918年 松島彝 - ソナティーナ
- 1918年 宮原禎次 - ピアノ・ソナタ第2番
- 1918年 山田耕筰 - クランフォード日記、日本風の影絵
- 1919年 呉泰次郎 - ピアノ・ソナタ第2番
- 1919年 諸井三郎 - シューベルトの子守歌による7つの変奏曲、序曲
- 1920年 諸井三郎 - ピアノ・ソナタ洞窟の記念に、モーツァルトの子守唄による変奏曲
- 1920年 石川義一 - 苦悶のソナタ
- 1920年 呉泰次郎 - ピアノ・ソナタ第3番
- 1921年 山田耕筰 - 夢の桃太郎
- 1922年 大中寅二 - ソナチネ第1番、子供五章
- 1922年 諸井三郎 - 自作の主題による変奏曲
- 1923年 大中寅二 - 変奏曲 ト短調
- 1923年 呉泰次郎 - ピアノ・ソナタ第4番
- 1923年 宅孝二 - ロンド・ホ調
- 1923年 諸井三郎 - ベートーヴェンの主題による5つの変奏曲
- 1924年 諸井三郎 - 前奏曲
- 1925年 信時潔 - 譚詩曲
- 1926年 長谷川良夫 - 春
- 1926年 山本直忠 - 変奏曲
- 1927年 清瀬保二 - アンダンテ
- 1928年 橋本國彦 - 行進曲
- 1929年 大木正夫 - 組曲「断層」
- 1930年 松平頼則 - 幼年時代の思い出
- 1931年 大澤壽人 - 7つの変奏曲
- 1932年 菅原明朗 - 白鳳の歌
- 1933年 服部正 - 前奏曲
- 1934年 池内友次郎 - イントロダクションとアレグロ
- 1934年 伊福部昭 - ピアノ組曲
- 1934年 早坂文雄 - 激越なる小品
- 1935年 高木東六 - ピアノ前奏曲集
- 1935年 髙田三郎 - ピアノ・ソナタ第1番
- 1936年 萩原利次 - 日本祭礼舞曲
- 1936年 尾高尚忠 - 日本組曲、ローマンツェ
- 1936年 成田為三 - フーゲ
- 1936年 小船幸次郎 - インベンション、日本の子供のためのピアノ曲
- 1936年 早坂文雄 - エヴォカシオン
- 1936年 細川碧 - 古き様式によるフーガ
- 1938年 石井歓 - ピアノ・ソナタ 変イ長調
- 1939年 諸井三郎 - ピアノ・ソナタ 第2番
- 1940年 渡辺浦人 - 3つのバガデル（翌年、交響組曲「野人」となる）
- 1941年 早坂文雄 - 室内のためのピアノ小品集
- 1942年 下総皖一 - パッサカリアと舞曲
- 1943年 宅孝二 - 原色的作品
- 1943年 石井歓 - 舞踊曲「潮騒」
- 1943年 柴田南雄 - ピアノ・ソナタ、変奏曲
- 1943年 入野義朗 - 変奏曲
- 1943年 守田正義 - ソナチネ
- 1943年 山田一雄 - ソナチネ
- 1944年 早坂文雄 - ある秋の祭りのための前奏曲
- 1945年 早坂文雄 - ピアノのためのロマンス

## 日本人作曲のピアノ協奏曲
- 1927年 諸井三郎 - ピアノ協奏曲 ヘ短調
- 1933年 諸井三郎 - ピアノ協奏曲 ハ長調
- 1933年 細川碧 - ピアノ協奏曲 ハ長調
- 1933年 大澤壽人 - ピアノ協奏曲 第1番 イ短調
- 1935年 大澤壽人 - ピアノ協奏曲 第2番 ト短調
- 1936年 呉泰次郎 - ピアノ協奏曲 第1番
- 1938年 大澤壽人 - ピアノ協奏曲第3番『神風』
- 1939年 松平頼則 - 南部民謡によるピアノと管弦楽のための主題と変奏
- 1940年 呉泰次郎 - ピアノ協奏曲 第2番
- 1941年 伊福部昭 - ピアノと管弦楽のための協奏風交響曲
- 1941年 山本直忠 - ピアノと管弦楽のためのサンクトゥス
- 1941年 石田一郎 - 幻想曲
- 1941年 石井五郎 - コンツェルトシュトック
- 1942年 大澤壽人 - ピアノと管弦楽のための『鉄と火の協奏曲』
- 1942年 宅孝二 - ラプソディ・エスパニョーラ
- 1943年 尾高尚忠 - ピアノと管弦楽のための狂詩曲
- 1943年 高木東六 - 第1ピアノ協奏曲「典雅なる舞曲」
- 1943年 石桁眞禮生 - ピアノ小協奏曲
- 1943年 石田一郎 - 譚詩曲
- 1944年 小倉朗 - ピアノ協奏曲
- 1944年 清瀬保二 - ピアノと管弦楽のための小協奏曲
- 1944年 髙田信一 - ピアノと管弦楽のための奇想曲
- 1944年 高木東六 - 第2ピアノ協奏曲「前奏と諧謔」
- 1944年 戸田邦雄 - ピアノ協奏曲第1番（ト短調）
- 1944年 服部正 - 滝廉太郎への追想
- 1945年 安部幸明 - ピアノとオーケストラのためのパストラール
- 1946年 尾高尚忠 - 協奏組曲
- 1946年 飯田三郎 - 交響的ルンバ
- 1946年 小倉朗 - ピアノ協奏曲 イ短調
- 1946年 大澤壽人 - さくら変奏曲
- 1947年 諸井三郎 - アレグロ
- 1948年 早坂文雄 - ピアノ協奏曲
- 1952年 松平頼則 - ピアノと管弦楽のための主題と変奏協奏曲
- 1955年 箕作秋吉 - ピアノ協奏曲
- 1956年 戸田邦雄 - ピアノ協奏曲第2番
- 1957年 伊藤隆太 - オスティナート・コンセルタント
- 1957年 大木英子 - ピアノ協奏曲第1番
- 1960年 和田則彦 - ピアノ協奏曲
- 1960年 宍戸睦郎 - ピアノ協奏曲
- 1960年 中田直宏 - ピアノとオーケストラのための一章
- 1961年 塚谷章弘 - ピアノ協奏曲
- 1961年 伊福部昭 - リトミカ・オスティナータ
- 1961年 外山雄三 - ピアノ協奏曲第1番
- 1961年 大木英子 - 舞い楽
- 1962年 三善晃 - ピアノ協奏曲
- 1962年 松平頼則 - ピアノと管弦楽のための三楽章
- 1963年 外山雄三 - ピアノ協奏曲第2番
- 1964年 佐藤眞 - ピアノとオーケストラのための嬉遊曲
- 1965年 松平頼則 - ピアノ協奏曲
- 1966年 三宅榛名 - ピアノ協奏曲
- 1966年 諸井誠 - ピアノ協奏曲
- 1967年 池辺晋一郎 - ピアノ協奏曲1
- 1967年 矢代秋雄 - ピアノ協奏曲
- 1969年 武満徹 - アステリズム
- 1969年 端山貢明 - ピアノとオーケストラのための交響的変容

## ジャズ・ポピュラー音楽
ジャズ・ピアニストはピアノトリオなどでの演奏が主だが、時にピアノ独奏による作品を発表する。
その他のポピュラー音楽ではリチャード・クレイダーマンの「渚のアデリーヌ」、坂本龍一の「ウラBTTB」などが知られている。